# Verzegnis
Verzegnis (Verzegnis en friulano, localmente Verzegnas ) es una población de 926  habitantes en la provincia de Udine, en la región autónoma de Friuli-Venecia Julia.

## Demografía
| Gráfica de evolución demográfica de Verzegnis entre 1861 y 2001 |
|                                                                 |
| Fuente ISTAT - elaboración gráfica de Wikipedia                 |

- Datos: Q53392
- Multimedia: Verzegnis / Q53392

1. ↑  Worldpostalcodes.org, código postal n.º 33020.
2. ↑  «Codici Catastali». Comuni-italiani.it (en italiano). Consultado el 29 de abril de 2017.